# Charlet Chung
Chihye "Charlet" Takahashi Chung (Hangul: 정지혜; Hanja: 鄭智憓) (Long Beach, 16 februari 1983) is een Amerikaanse actrice die vooral bekend staat om haar werk als stemactrice, maar ook om haar verschillende rollen in film en televisie. Ze vertolkt het fictieve personage D.Va in de multiplayer-shooter-computerspel Overwatch en heeft de rol van de crossover-spel Heroes of the Storm hernomen. Ze uitte ook Seraph in de shooter-computerspel Call of Duty: Black Ops III. Op televisie is Chung te zien geweest in televisieseries zoals Cold Case, Cory in the House, 90210, Shake It Up en Grace and Frankie.
Chung werd geboren als Chihye Takahashi Chung in Long Beach, Californië als dochter van een Japanse moeder en een Koreaanse vader en spreekt vloeiend 3 talen: Engels, Japans en Koreaans. Ze studeerde in 2001 af aan de Diamond Bar High School in Diamond Bar en studeerde af  Ze kreeg haar eerste acteerrol met de politieserie Cold Case binnen drie maanden na haar afstuderen met een Bachelor in Communicatie aan de aan de Universiteit van Californië - San Diego.

## Filmografie
| Jaar      | Titel                           | Rol                                  | Opmerkingen                                          |
| --------- | ------------------------------- | ------------------------------------ | ---------------------------------------------------- |
| 2006      | Cold Case                       | Barbie Yen                           | Aflevering: "Death Penalty: "Final Appeal"           |
| 2007      | Cheerleader Camp                | JoJo                                 | Hoofdrol                                             |
| 2007      | MADtv                           | Extra                                | Aflevering: "#12. 13"                                |
| 2007      | Drake & Josh                    | Tiener meisje                        | Aflevering: "Battle of Panthatar"                    |
| 2007      | Side Order of Life              | Deb No. 2                            | Aflevering: "Coming Out"                             |
| 2007      | Cory in the House               | Brunette Ashley                      | Aflevering: "Lip Service"                            |
| 2008      | Broken Angel                    | Taki                                 | film                                                 |
| 2008      | Greek                           | Gamma Psi Sister                     | Aflevering: "Brothers & Sisters"                     |
| 2008      | Boston Legal                    | Kim Wang Shu                         | Aflevering: "Roe"                                    |
| 2008      | Desperate Housewives            | Secretaresse                         | Aflevering: "A Vision's Just a Vision", niet genoemd |
| 2008      | Sincerely, Ted L. Nancy         | Lisa                                 | Hoofdrol                                             |
| 2010      | Weeds                           | Jane                                 | Aflevering: "Bliss"                                  |
| 2010      | 90210                           | Jen's Assistente                     | Aflevering: "Age of Inheritance"                     |
| 2010      | Shake It Up                     | Candy Cho                            | Aflevering: "Show It Up"                             |
| 2011      | The Hard Times of RJ Berger     | Grace                                | Aflevering: "RJ's Choice"                            |
| 2011      | Chuck                           | Susie Chin                           | Aflevering: "Chuck Versus the Bearded Bandit"        |
| 2012      | Touch                           | Mandy Hsu                            | Aflevering: "Entanglement"                           |
| 2014      | Mystery Girls                   | Tika                                 | Aflevering: "Passing the Torch"                      |
| 2015      | Ana Maria in Novela Land        | Koreaanse soapactrice                | Bijrol                                               |
| 2015      | Two Girls, One Up               | Charlet                              | Hoofdrol                                             |
| 2016      | Grace and Frankie               | Charlotte                            | Aflevering: "The Chicken"                            |
| 2016      | Fameless                        | Chie                                 | Aflevering: "I Robot?"                               |
| 2017      | We Bare Bears                   | Additionele stemmen, Mrs. Lee (stem) | Aflevering: "Spa Day"                                |
| 2018-20   | Craig of the Creek              | Yustice, Clerk (stem)                | 6 afleveringen                                       |
| 2018      | Overwatch: Shooting Star        | D.Va (stem)                          | Korte film                                           |
| 2019-2021 | Carmen Sandiego                 | Julia Argent, Shopkeeper (stem)      | Hoofdrol                                             |
| 2019-20   | American Dad!                   | Additionele stemmen                  | 4 afleveringen                                       |
| 2019-2021 | Fast & Furious Spy Racers       | Echo (stem)                          | Hoofdrol                                             |
| 2019      | Spirit Riding Free: Pony Taless | Ursula Yang (stem)                   | 2 afleveringen                                       |
| 2020      | Magic Camp                      | Bridesmaid                           | Film                                                 |

### Computerspellen
| Jaar | Titel                            | Stem rol                     | Opmerkingen |
| ---- | -------------------------------- | ---------------------------- | ----------- |
| 2014 | Call of Duty: Advanced Warfare   | Korean Civilian, Spokesmodel |             |
| 2015 | Call of Duty: Black Ops III      | Seraph                       |             |
| 2016 | Overwatch                        | D.Va                         |             |
| 2016 | StarCraft II: Legacy of the Void | D.Va                         |             |
| 2016 | StarCraft II: Nova Covert Ops    | Additionele stemmen          |             |
| 2017 | Heroes of the Storm              | D.Va                         |             |
| 2017 | Agents of Mayhem                 | AISHA, Schaeffer             |             |
| 2018 | State of Decay 2                 | Survivor                     |             |
| 2020 | Final Fantasy VII Remake         | Additionele stemmen          |             |
| 2020 | Grounded                         | Hoops                        |             |
| 2020 | World of Warcraft: Shadowlands   | Willowblossom                |             |